# Seria o Kulturze
Seria o Kulturze – seria książek science fiction napisana przez szkockiego autora Iaina M. Banksa. Powieści opisują Kulturę, utopijne kosmiczne społeczeństwo powszechnej obfitości, złożone z humanoidów, kosmitów i bardzo zaawansowanych sztucznych inteligencji żyjących w socjalistycznych kosmicznych habitatach w całej Drodze Mlecznej. Tematem przewodnim książek są dylematy, przed którymi stoi idealistyczne hipermocarstwo w kontaktach z cywilizacjami, które nie podzielają jego idei, a których zachowanie czasami uważa za odpychające. W części książek akcja rozgrywa się głównie poza Kultura, a czołowe postacie często znajdują się na obrzeżach (lub nie są obywatelami) Kultury, czasami działając jako agenci Kultury (świadomie lub nieświadomie) w jej planach ucywilizowania galaktyki. 

## Kultura
Kultura jest społeczeństwem utworzonym przez różne rasy humanoidalne i sztuczne inteligencje około 9000 lat przed wydarzeniami z powieści z serii. Ponieważ większość populacji biologicznej może mieć praktycznie wszystko, czego zechcą, bez konieczności pracowania, to zapotrzebowanie na prawo i  jego egzekucję jest niewielkie, a Kultura jest określana przez Banksa jako kosmiczny socjalizm. Charakteryzuje się gospodarką powszechnej obfitości której technologia jest do tego stopnia zaawansowana, że cała produkcja jest zautomatyzowana. Jego członkowie żyją głównie w statkach kosmicznych i innych instalacjach pozaplanetarnych, ponieważ jej założyciele chcieli uniknąć scentralizowanych politycznych i korporacyjnych struktur władzy, którym sprzyjają gospodarki planet.  Większość planowania i administracji jest przeprowadzana przez Umysły, bardzo zaawansowane sztuczne inteligencje. 

## Miejsce w science fiction
Kiedy pojawiły się pierwsze historie o Kulturze, literatura science fiction była zdominowana przez cyberpunk, pesymistyczny podgatunek, który przedstawiał mroczne wizje offshoringu miejsc pracy do krajów o niższych kosztach lub mniej surowych przepisach, rosnącej potęgi korporacji i zagrożeniach dla prywatność stwarzana przez sieci komputerowe, ale nie oferował żadnych rozwiązań tych problemów. Historie o Kulturze są operą kosmiczną, z pewnymi elementami wolnymi od naukowego realizmu, a Banks ekstrawagancko wykorzystuje tę wolność, aby skupić się na ludzkich i politycznych aspektach swojego wszechświata; odrzuca dystopijny kierunek współczesnego kapitalizmu, zakładany zarówno przez cyberpunk jak i przez wcześniejsze space opery, pokazując społeczeństwo powszechnej obfitości jako podstawową cywilizację, na której koncentruje się historia. Space opera osiągnęła szczyt w latach 30. XX wieku, ale zaczęła podupadać, gdy tacy redaktorzy jak John W. Campbell zaczęli domagać się bardziej realistycznych wizji. W latach sześćdziesiątych wiele oper kosmicznych było satyrami wcześniejszych, takie jak Stalowy Szczur i Bill bohater Galaktyki Harry'ego Harrisona podczas gdy telewizyjne i filmowe space opery takie jak Star Trek i Star Wars były uważane za obniżające poziom intelektualny podgatunku. Książki z cyklu o Kulturze znacząco ożywiły gatunek space opery. 

## Cykl powieściowy
Powieści science fiction z cyklu Kultura:
- Wspomnij Phlebasa (Consider Phlebas), 1987
- Gracz (The Player of Games), 1988
- Najemnik (Use of Weapons), 1990
- Excession, 1996
- Inversions, 1998
- Look to Windward, 2000
- Matter, 2008
- Surface Detail, 2010
- The Hydrogen Sonata, 2012